# باغ اسرارآمیز (فیلم ۱۹۱۹)
«باغ اسرارآمیز» (انگلیسی: The Secret Garden) فیلم درام صامت آمریکایی است که در سال ۱۹۱۹ منتشر شد.